# Верхньосадове
Верхньосадо́ве (до 1945 року — Дуванко́й, крим. Duvanköy) — село в Україні, у Бахчисарайському районі Автономної Республіки Крим. Розташоване в долині річки Бельбек за 31 км на північний схід від Севастополя і за 1,5 км від залізничної станції Верхньосадова. Через село проходить автошлях Н06 (Сімферополь — Севастополь). Дворів — 886, населення становить 2 436 осіб.

## Історія
Перша згадка населеного пункту зустрічається в османському документі 1676 року, це було громадське кримськотатарське село під назвою Диван кіой.
Назва Дуванкой означала — село із заїздом, оскільки тут можна було зупинитися перепочити, змінити коней тощо. Дуванкой був центром Дуванкойської волості Сімферопольського повіту Таврійської губернії. Станом на 1886 рік в ньому мешкало 890 осіб, налічувалось 168 дворових господарств, існували 2 мечеті, школа, поштова станція, 6 лавок, 3 пекарні, 3 харчевні. За 3 версти — мечеть, цегельний завод, поташний завод, лавка. За 4 версти — православна церква, винокурний завод. За 6 верст — православна церква. За 8 верст — 2 мечеті, лавка. За 10 верст — мечеть. За 14 верст — мечеть. За 16 верст — мечеть. За 18 верст — 3 мечеті. За 20 верст — 2 мечеті, кузня. За 22 версти — мечеть, лавка. За 2 версти — залізнична станція Бельбек. За 9 верст — 2 казарми.
За переписом 1897 року кількість мешканців зросла до 1574 осіб (825 чоловічої статі та 749 — жіночої), з яких , 1472 — магометанської.
У січні 1918 року в селі встановлено радянську владу. У 1925 році утворене Товариство спільного обробітку землі, на базі якого у 1930 році створений радгосп «Гігант».
До німецько-радянської війни село входило до Бахчисарайського району Кримської АРСР. У війні брали участь 130 жителів села. За участь у партизанському русі орденом Леніна нагороджено П. Д. Безрукова.
Після звільнення села від німецьких військ почала працювати Дуванкойська сільська рада. У червні 1945 року село було перейменоване на Верхньосадове.
1945 року в селі встановлений бетонний обеліск на місці подвигу п'яти моряків-чорноморців: політрука Миколи Фільченкова, червонофлотців Івана Красносільського, Данила Одинцова, Юрія Паршина, Василя Цибулька. Подвиг відомий зі статті  «Подвиг п'яти моряків», що була опублікована 14 травня 1942 року в центральній газеті «Червоний флот» – органі Народного комісаріату військово-морського флоту, та має сумнівну достовірність.
1967 року відкрито Народний музей «4-й сектор Оборони Севастополя», у якому з 1972 року перебуває Діорама «Героїчна загибель п'яти матросів Чорноморського флоту у листопаді 1941 року», перша сільська діорама на території СРСР.
На початку 1970-х років в селі було 550 дворів і мешкало 1 980 осіб. Працював радгосп «Садівник» садово-виноградного напряму. Із 2 206,5 га сільськогосподарських угідь виноградники займали 100 га, сади — 285,5 га. З допоміжних підприємств працювали холодильник на 500 тонн для зберігання винограду, фруктів і овочів, цех переробки винограду потужністю чотири тисячі тонн. Також на той час працювали середня школа (304 учня, 27 вчителів), будинок культури із залом на 600 місць, дві бібліотеки з фондом близько 15 тисяч книжок, медичний пункт, пошта, телеграф, АТС, два магазина, кафетерій, їдальня.
7 вересня 2023 року село перейшло зі складу міста зі спеціальним статусом Севастополь до Бахчисарайського району Автономної Республіки Крим.

## Пам'ятки археології
Біля с. Верхньосадове знаходяться два поселення і курган. Пам'ятки розташовані на південному березі р. Бельбек, у районі залізничної станції Верхньосадова. Щодо поселень даних немає, щебенистий курган заввишки 1 м, діаметром 3 м не розкопувався.